# Половко, Анатолий Михайлович
Анато́лий Миха́йлович Половко́ (14 ноября 1921; с. Ичня Черниговской области, Украина — 17 апреля 2007; Санкт-Петербург) — советский учёный в области надёжности сложных систем, доктор технических наук, заслуженный деятель науки и техники РСФСР.

## Биография

### Ранние годы
А.М. Половко родился в с. Ичня Черниговской области (по одним источникам (от родственников) - 14.11.1921, по другим - 17.12.1921). 
Окончил 10 классов средней школы в 1940 году. Призван в ВС СССР Ичнянским РВК Черниговской области 26.09.1940. Курсант 63 Дивизионной школы младших авиационных специалистов (ШМАС) Дальневосточного фронта (ДВФ). Присягу принял 19.01.1941. С 15.05.1941 механик по электрооборудованию 57 Бомбардировочного авиационного полка 34 БАД 1 Краснознамённой армии ДВФ, с 15.06.1941 переведён на аналогичную должность в 538 Скоростной бомбардировочный авиаполк. 
25.07.1942 зачислен слушателем подготовительного курса Ленинградской военно-воздушной академии, а с 14.12.1942 - слушателем основного курса. 10.04.1944 присвоено первичное офицерское звание младшего техник-лейтенанта.
В 1949 году окончил Ленинградскую военно-воздушную инженерную академию в звании старшего техника-лейтенанта. В 1949-1951 годах служил на Центральной научно-экспериментальной базе ВВС помощником ведущего инженера, ведущим инженером отдела авиационного спецоборудования.

### Научная деятельность
С декабря 1951 года по апрель 1955 года - адъюнкт ЛКВВИА. После окончания адъюнктуры и защиты кандидатской диссертации работал в 1955-1957 гг. преподавателем кафедры эксплуатации и ремонта спецоборудования самолётов, а в 1957-1966 - преподавателем, ст. преподавателем кафедры автоматики и телемеханики (позже - систем управления) ЛКВВИА им. А. Ф. Можайского (1955-1966) под руководством Е. П. Попова.
Во второй половине 50-х годов активно занимался динамикой следящих систем при случайных воздействиях. К тому времени теория надёжности, зародившаяся через несколько лет после Второй мировой войны в США, начала активно развиваться как самостоятельная наука. В Советском Союзе, особенно в оборонных структурах, также заинтересовались новой наукой. В 1954 году вышел первый сборник переводов зарубежных материалов, затрагивающих вопросы надёжности, под ред. академика В. И. Сифорова. Половко совместно с главным конструктором НИИ-885 Н. А.Пилюгиным исследовал проблемы надёжности систем управления. В академии был проведен ряд совместных НИР с институтами Пилюгина, В. Г. Сергеева, «Электронприбором», а затем и с ОКБ-1 С. П. Королёва.
В 1958 году состоялась Первая Всесоюзная конференция по надёжности, на которой председательствовал член-корреспондент Академии наук В. И. Сифоров. После конференции в одном из судостроительных НИИ в Ленинграде был организован отдел надёжности, которым руководили Н. А. Романов и И. М. Маликов. В 1959 году в издательстве «Судпромгиз» была опубликована первая отечественная книга по надёжности «Основы теории и расчета надёжности» (авторы И. М. Маликов, А. М. Половко, Н. А. Романов и П. А. Чукреев).
В 1963 году Половко защитил докторскую диссертацию, кроме того, основные результаты его работ были опубликованы в 1964 году в издательстве «Наука» в монографии «Основы теории надёжности». Эта же монография стала первой советской книгой по теории надёжности, переведенной на английский язык в 1968 году и изданной в США.
В 1966 - 1973 годах Половко руководил кафедрой электронной вычислительной техники ЛКВВИА им. А. Ф. Можайского. В 1966 году при кафедре была образована научно-исследовательская лаборатория, которая позволила в полном объёме выполнять фундаментальные научные исследования методов повышения надёжности и принципов построения высоконадёжных систем управления и контроля.
В 1969 году Половко совместно с А. Н. Свердликом и И. В. Вазингером был удостоен бронзовой медали ВДНХ за создание и внедрение специализированной вычислительной машины для исследования надёжности.
Среди сотрудников кафедры и научной лаборатории, активно занимавшихся теорией надёжности – Х. Л. Смолицкий, Ю. И. Беззубов, П. А. Чукреев, В. А. Смагин.
Имя Половко неразрывно связано с деятельностью ленинградской научной школы надёжности, куда также входили И. А. Рябинин, Л. К. Горский, Н. М. Седякин, Г. Н. Черкесов, И. Б. Шубинский и др. Он возглавил Ленинградский кабинет надёжности, более 30 лет руководил Ленинградским общегородским семинаром по проблемам надёжности техники.
В 1973 году Половко вышел в отставку и возглавил кафедру информатики и вычислительной техники Ленинградской лесотехнической академии, где продолжил активно заниматься вопросами надёжности сложных систем. С 1991 года продолжил работу на кафедре в качестве профессора, подготовил 4 доктора и более 40 кандидатов технических наук. Для популяризации теории надёжности и математических вычислений Анатолий Михайлович написал ряд популярных книг по математическим пакетам – Matlab, Derive, MathCad, Mathematica.
В 2006 году был переиздан его учебник «Основы теории надёжности» в 2 томах, где получили развитие новые направления в теории надёжности – надёжность информационных систем и программного обеспечения, надёжность и риск, и др.

## Награды и звания
- Медаль «За победу над Германией в Великой Отечественной войне 1941—1945 гг.» (1945)
- Медаль «30 лет Советской Армии и Флота» (1948)
- Медаль «За боевые заслуги» (1950)[2]
- Орден Красной Звезды (1956)[2]
- Медаль «В память 250-летия Ленинграда» (1957)
- Медаль «40 лет Вооружённых Сил СССР» (1958)
- Медаль «За безупречную службу» I степени (1961)
- Медаль «Двадцать лет Победы в Великой Отечественной войне 1941—1945 гг.» (1965)
- Медаль «50 лет Вооружённых Сил СССР» (1968)
- Орден Красной Звезды (1968)[2]
- Медаль «За воинскую доблесть. В ознаменование 100-летия со дня рождения В.И.Ленина» (1969)
- Бронзовая медаль ВДНХ (1969)
- Заслуженный деятель науки и техники РСФСР (1971)
- Медаль ордена «За заслуги перед Отечеством» II степени (2003)[8]